# Fernando Caretta
Fernando Caretta (Lizzanello, 29 giugno 1968) è un fumettista italiano.

## Biografia
Fernando Caretta fa le prime esperienze da autodidatta come grafico pubblicitario, figurinista d'abbigliamento e disegnatore tecnico.
Nel 1989 si stabilisce a Milano, dove collabora inizialmente per lo "Studio per Studi" di Ignazio e Davide Di Mineo. Di seguito lavora allo Studio 3ntini per le Edizioni Masters.
Realizza quindi alcuni fumetti che vengono pubblicati su "Skate" e "Comix Skate" per poi collaborare con le Edizioni Eden per cui disegna alcuni fumetti sul calcio su "Curva Bianconera e Curva Neroazzurra".
Per Edizioni Eden collabora anche alle due testate "Paprica" e "Nuvola Bianca", realizzando due fumetti.
Dal 1996 al 1998 lavora per le agenzie pubblicitarie "Pro-ad service", "Option italia", "Sole luna", "McCann Erickson Italia", "Art machine" e "Rolando agenzia skyrockets" per aziende quali Algida, Eldorado, Europe assistance, Shell, Omnitel, Lipton, Lg flatron, Chicco, Danone, Galbani, Kodak.
Lavora per le Edizioni "Forte Editore" realizzando raccolte di figurine, albetti "Gioca Colora per bambini e una serie di fumetti a colori, per i tre settimanali calcistici "Squadra Bianconera, Squadra Rossonera e Squadra Neroazzurra".
Nel 1996 entra a far parte dello staff di disegnatori di Selen, rivista erotica per cui pubblica brevi storie a fumetti raccolti successivamente in albi monografici.
Nel dicembre 1996 partecipa alla mostra Cielo di piombo dedicata al sociale, contro l'inquinamento, realizzata da "Società Umanitaria" di Milano. Nel 1997 partecipa alla mostra dedicata a Guido Crepax, organizzata da "Società Umanitaria" di Milano.
Su [NU], foto erotiche d'autore pubblica alcuni servizi fotografici e fotoromanzi in stile grottesco. Quando Selen cessa le pubblicazioni, Caretta inizia a lavorare per Blue per cui realizza fumetti e servizi fotografici.